# Юань Мен
Юань Мен (нар. 9 травня 1986) — колишня китайська тенісистка.
Найвищу одиночну позицію світового рейтингу — 86 місце досягла 10 березня 2008, парну — 181 місце — 28 серпня 2006 року.
Здобула 4 одиночні та 1 парний титул туру ITF.
Найвищим досягненням на турнірах Великого шолома було 2 коло в одиночному та парному розрядах.
Завершила кар'єру 2014 року.

## Фінали ITF

### Одиночний розряд: 7 (4–3)
| Легенда          |
| ---------------- |
| турніри $100,000 |
| турніри $75,000  |
| турніри $50,000  |
| турніри $25,000  |
| турніри $15,000  |
| турніри $10,000  |

| Результат | Ранг | Дата             | Турнір                  | Покриття | Суперниця           | Рахунок       |
| --------- | ---- | ---------------- | ----------------------- | -------- | ------------------- | ------------- |
| Поразка   | 1.   | 15 березня 2004  | Ярравонґа, Австралія    | Трава    | Пола Марама         | W/O           |
| Поразка   | 2.   | 8 листопада 2004 | Порт-Пірі, Австралія    | Тверде   | Тіффані Велфорд     | 5–7, 6–2, 7–5 |
| Перемога  | 1.   | 7 березня 2005   | Беналла, Австралія      | Трава    | Марина Еракович     | 6–4, 6–4      |
| Поразка   | 3.   | 6 червня 2005    | Градо, Італія           | Ґрунт    | Тетяна Уварова      | 6–4, 6–4      |
| Перемога  | 2.   | 5 вересня 2005   | Пекін, КНР              | Килим    | Вільмаріє Кастельві | 4–6, 6–4, 6–4 |
| Перемога  | 3.   | 6 листопада 2006 | Шеньчжень, КНР          | Тверде   | Ірода Туляганова    | 4–6, 7–5, 6–1 |
| Перемога  | 4.   | 27 березня 2007  | Гаммонд (Луїзіана), США | Тверде   | Медісон Бренгл      | 6–2, 6–2      |

### Парний розряд: 2 (1–1)
| Результат | Ранг | Дата           | Турнір                    | Покриття | Партнерка       | Суперниці                         | Рахунок  |
| --------- | ---- | -------------- | ------------------------- | -------- | --------------- | --------------------------------- | -------- |
| Поразка   | 1.   | 19 липня 2004  | Горб-ам-Неккар, Німеччина | Ґрунт    | Янетте Бейлкова | Марія Архипова Євгенія Савранська | 6–4, 6–3 |
| Перемога  | 1.   | 7 березня 2005 | Беналла, Австралія        | Трава    | Юлія Єфремова   | Лорен Чанґ Ліса Д'Амеліо          | 6–4, 6–3 |

## Досягнення
| W | Ф | ПФ | ЧФ | #Р | КТ | К# | DNQ | A | NH |

### Одиночний розряд
| Турнір                                 | 2002  | 2003  | 2004  | 2005  | 2006  | 2007  | 2008  | 2009  | Career SR | Виграшів-поразок за кар'єру |
| -------------------------------------- | ----- | ----- | ----- | ----- | ----- | ----- | ----- | ----- | --------- | --------------------------- |
| Турніри Великого шолома                |       |       |       |       |       |       |       |       |           |                             |
| Відкритий чемпіонат Австралії з тенісу |       |       |       |       | 2р    | 1р    | 2р    | 1р    | 0 / 4     | 2–4                         |
| Відкритий чемпіонат Франції з тенісу   |       |       |       |       | 1р    | К3р   | 1р    | К1р   | 0 / 2     | 0–2                         |
| Вімблдонський турнір                   |       |       |       |       | 1р    | К1р   | 1р    | К2р   | 0 / 2     | 0–2                         |
| Відкритий чемпіонат США з тенісу       |       |       |       | К1р   | 1р    | К1р   | К1р   | –     | 0 / 1     | 0–1                         |
| SR                                     | 0 / 0 | 0 / 0 | 0 / 0 | 0 / 0 | 0 / 4 | 0 / 1 | 0 / 3 | 0 / 1 | 0 / 9     |                             |
| В-П                                    | 0–0   | 0–0   | 0–0   | 0–0   | 1–4   | 0–1   | 1–3   | 0–1   |           | 2–9                         |

### Парний розряд
| Турнір                                 | 2002  | 2003  | 2004  | 2005  | 2006  | 2007  | 2008  | Career SR | Виграшів-поразок за кар'єру |
| -------------------------------------- | ----- | ----- | ----- | ----- | ----- | ----- | ----- | --------- | --------------------------- |
| Турніри Великого шолома                |       |       |       |       |       |       |       |           |                             |
| Відкритий чемпіонат Австралії з тенісу |       |       |       |       |       |       |       | 0 / 0     | 0–0                         |
| Відкритий чемпіонат Франції з тенісу   |       |       |       |       | 2р    |       |       | 0 / 1     | 1–1                         |
| Вімблдонський турнір                   |       |       |       |       |       |       |       | 0 / 0     | 0–0                         |
| Відкритий чемпіонат США з тенісу       |       |       |       |       | 1р    |       |       | 0 / 1     | 0–1                         |
| SR                                     | 0 / 0 | 0 / 0 | 0 / 0 | 0 / 0 | 0 / 2 | 0 / 0 | 0 / 0 | 0 / 2     |                             |
| В-П                                    | 0–0   | 0–0   | 0–0   | 0–0   | 1–2   | 0–0   | 0–0   |           | 1–2                         |